# Agito
Agito, auch Giro, war ein Gold- und Silbergewicht in Pegu, das im heutigen Thailand einer Verwaltungseinheit entspricht.
- 1 Agito = 2 Abucchi = 25 Tical = 1280 Moyons = 5000 Toques

Das Maß Tical war 15 ⅜ Gramm in Pegu und in Siam (heute: Staatsgebiet von Thailand, Kambodscha, Laos und Teile von Malaysia, Myanmar und Vietnam) 14 3/5 Gramm. Das machte das Maß Agito verschieden.
- 1 Agito = ¾ Pfund (preuß.)[2] = 392 ⅞ Gramm
- 2 Agitos = ½ Biza[1]